# 다나와 e스포츠
다나와 e스포츠(Danawa e-sports)는 대한민국의 배틀그라운드 프로게임단이다.

## 연혁
- 2018년 5월 3일 : DPG danawa 창단[1]
- 2020년 1월 2일 : Danawa e-sports로 팀명 변경

## 소속 선수
- 감독 : 신명관
- 매니저 : 황지수

| 이름   | 아이디 | 비고 |
| ------ | ------ | ---- |
| 나희주 | Inonix | 주장 |
| 박정영 | Loki   |      |
| 김진현 | DIEL   |      |
| 이영현 | Hammer |      |
| 강태민 | taemin |      |

## 주요 성적
- 아프리카TV 펍지 리그 시즌 1 21위
- 2018 펍지 코리아 리그 #1 33위
- KT 10기가 인터넷 펍지 코리아 리그 2018 하반기 19위
- 2019 핫식스 펍지 코리아 리그 페이즈 1 16위
- 2019 핫식스 펍지 코리아 리그 페이즈 2 준우승
- MET 아시아 시리즈: 펍지 클래식 5위
- 2019 핫식스 펍지 코리아 리그 페이즈 3 7위
- 배틀그라운드 스매쉬컵 시즌 1 우승
- 배틀그라운드 스매쉬컵 시즌 2 5위
- 2020 서울컵 OGN 슈퍼매치 준우승
- 배틀그라운드 스매쉬컵 시즌 3 8위
- 2020 아프리카TV 펍지 리그 윈터 시즌 13위
- TMC 글로벌 인비테이셔널 2020 20위
- 2021 펍지 위클리 시리즈: 동아시아 프리시즌 6위
- 아시아 퍼시픽 프레데터 리그 2020-21 아시아 3위
- 2021 펍지 위클리 시리즈: 동아시아 페이즈 1 7위
- 배틀그라운드 스매쉬컵 시즌 4 준우승
- 빌리빌리 펍지 아시아 컵 10위
- 펍지 콘티넨탈 시리즈 4 아시아 6위
- TMC 글로벌 인비테이셔널 2021 15위
- 2021 펍지 위클리 시리즈: 동아시아 페이즈 2 4위
- 배틀그라운드 스매쉬컵 시즌 5 12위
- 펍지 콘티넨탈 시리즈 5 아시아 3위
- 2021 아프리카TV 펍지 리그 폴 시즌 준우승
- 펍지 글로벌 챔피언십 2021 5위
- 2021 아프리카TV 펍지 리그 윈터 시즌 5위
- 배틀그라운드 스매쉬컵 시즌 6 4위
- 2022 펍지 위클리 시리즈: 동아시아 페이즈 1 준우승
- 2022 아프리카TV 펍지 리그 시즌 1 8위
- 펍지 콘티넨탈 시리즈 6 아시아 13위
- 펍지 콘티넨탈 시리즈 7 아시아 11위
- 펍지 글로벌 챔피언십 2022 11위
- 2023 펍지 위클리 시리즈 코리아 : 페이즈 1 우승
- 펍지 글로벌 시리즈 1 4위
- 펍지 글로벌 시리즈 2 4위
- 2023 펍지 위클리 시리즈 코리아 : 페이즈 2 우승
- 펍지 글로벌 챔피언십 2023 우승

## 우승 기록
- 배틀그라운드 스매쉬컵 시즌 1 (Danawa e-sports)
- 2023 펍지 위클리 시리즈 코리아 : 페이즈 1 (Danawa e-sports)
- 2023 펍지 위클리 시리즈 코리아 : 페이즈 2 (Danawa e-sports)
- 펍지 글로벌 챔피언십 2023 우승 (Danawa e-sports)

## 같이 보기
- 펍지 위클리 시리즈: 동아시아